# Gran Premio del Messico 1963
Il Gran Premio del Messico 1963 è stato un Gran Premio di Formula 1 disputato il 3 novembre 1963 sul circuito Magdalena Mixhuca di Città del Messico. La gara fu vinta da Jim Clark, alla guida di una Lotus - Climax.

## Qualifiche

### Risultati
| Pos | No | Pilota                  | Auto             | Scuderia                    | Tempo  | Distacco |
| --- | -- | ----------------------- | ---------------- | --------------------------- | ------ | -------- |
| 1   | 8  | Jim Clark               | Lotus - Climax   | Team Lotus                  | 1'58"8 |          |
| 2   | 23 | John Surtees            | Ferrari          | Scuderia Ferrari            | 2'00"5 | +1"7     |
| 3   | 1  | Graham Hill             | BRM              | Owen Racing Organisation    | 2'00"6 | +1"8     |
| 4   | 6  | Dan Gurney              | Brabham - Climax | Brabham Racing Organisation | 2'01"6 | +2"8     |
| 5   | 2  | Richie Ginther          | BRM              | Owen Racing Organisation    | 2'01"8 | +3"0     |
| 6   | 3  | Bruce McLaren           | Cooper - Climax  | Cooper Car Company          | 2'02"3 | +3"5     |
| 7   | 24 | Lorenzo Bandini         | Ferrari          | Scuderia Ferrari            | 2'02"4 | +3"6     |
| 8   | 11 | Jo Bonnier              | Cooper - Climax  | Rob Walker Racing Team      | 2'02"6 | +3"8     |
| 9   | 14 | Jo Siffert              | Lotus - BRM      | Siffert Racing Team         | 2'03"3 | +4"5     |
| 10  | 5  | Jack Brabham            | Brabham - Climax | Brabham Racing Organisation | 2'03"6 | +4"8     |
| 11  | 13 | Moisés Solana           | BRM              | Scuderia Centro Sud         | 2'04"1 | +5"3     |
| 12  | 9  | Trevor Taylor           | Lotus - Climax   | Team Lotus                  | 2'04"9 | +6"1     |
| 13  | 4  | Tony Maggs              | Cooper - Climax  | Cooper Car Company          | 2'05"2 | +6"4     |
| 14  | 17 | Masten Gregory          | Lola - Climax    | Reg Parnell Racing          | 2'05"5 | +6"7     |
| 15  | 16 | Jim Hall                | Lotus - BRM      | British Racing Partnership  | 2'06"1 | +7"3     |
| 16  | 22 | Hap Sharp               | Lotus - BRM      | Reg Parnell Racing          | 2'07"7 | +8"9     |
| 17  | 25 | Phil Hill               | ATS Tipo 100     | Automobili Turismo e Sport  | 2'13"6 | +14"8    |
| 18  | 12 | Carel Godin de Beaufort | Porsche          | Ecurie Maarsbergen          | 2'14"1 | +15"3    |
| 19  | 18 | Chris Amon              | Lotus - BRM      | Reg Parnell Racing          | 2'14"7 | +15"9    |
| 20  | 10 | Pedro Rodríguez         | Lotus - Climax   | Team Lotus                  | 2'15"3 | +16"5    |
| 21  | 26 | Giancarlo Baghetti      | ATS Tipo 100     | Automobili Turismo e Sport  | 2'22"3 | +23"5    |
| NP  | 20 | Frank Dochnal           | Lotus - Climax   | Privato                     |        |          |
| WD  | 15 | Innes Ireland           | BRP - BRM        | British Racing Partnership  |        |          |
| WD  | 19 | Thomas Monarch          | Lotus - Climax   | Privato                     |        |          |
| WD  | 7  | Walt Hansgen            | Cooper - Climax  | Privato                     |        |          |

## Gara
Al via Clark mantenne il comando, avviandosi a dominare la corsa; alle sue spalle Gurney si inserì in seconda posizione, prima di dover retrocedere per un problema meccanico a circa metà gara. Passò quindi al secondo posto Brabham, che chiuse alle spalle di Clark e davanti a Ginther, Graham Hill, Bonnier e Gurney.

### Risultati
| Pos | No | Pilota                  | Costruttore      | Giri | Tempo/Ritiro               | Partenza | Punti |
| --- | -- | ----------------------- | ---------------- | ---- | -------------------------- | -------- | ----- |
| 1   | 8  | Jim Clark               | Lotus - Climax   | 65   | 2h09'52"1                  | 1        | 9     |
| 2   | 5  | Jack Brabham            | Brabham - Climax | 65   | +1'41"1                    | 10       | 6     |
| 3   | 2  | Richie Ginther          | BRM              | 65   | +1'54"7                    | 5        | 4     |
| 4   | 1  | Graham Hill             | BRM              | 64   | +1 giro                    | 3        | 3     |
| 5   | 11 | Jo Bonnier              | Cooper - Climax  | 62   | +3 giri                    | 8        | 2     |
| 6   | 6  | Dan Gurney              | Brabham - Climax | 62   | +3 giri                    | 4        | 1     |
| 7   | 22 | Hap Sharp               | Lotus - BRM      | 61   | +4 giri                    | 16       |       |
| 8   | 16 | Jim Hall                | Lotus - BRM      | 61   | +4 giri                    | 15       |       |
| 9   | 14 | Jo Siffert              | Lotus - BRM      | 59   | +6 giri                    | 9        |       |
| 10  | 12 | Carel Godin de Beaufort | Porsche          | 58   | +7 giri                    | 18       |       |
| 11  | 13 | Moisés Solana           | BRM              | 57   | Motore                     | 11       |       |
| Rit | 25 | Phil Hill               | ATS              | 40   | Sospensione                | 17       |       |
| Rit | 24 | Lorenzo Bandini         | Ferrari          | 36   | Problema elettrico         | 7        |       |
| Rit | 3  | Bruce McLaren           | Cooper - Climax  | 30   | Motore                     | 6        |       |
| Rit | 10 | Pedro Rodríguez         | Lotus - Climax   | 26   | Sospensione                | 20       |       |
| Rit | 17 | Masten Gregory          | Lola - Climax    | 23   | Sospensione                | 14       |       |
| Rit | 9  | Trevor Taylor           | Lotus - Climax   | 19   | Motore                     | 12       |       |
| SQ  | 23 | John Surtees            | Ferrari          | 19   | Spinta in partenza dai box | 2        |       |
| Rit | 26 | Giancarlo Baghetti      | ATS              | 12   | Accensione                 | 21       |       |
| Rit | 18 | Chris Amon              | Lotus - BRM      | 9    | Cambio                     | 19       |       |
| Rit | 4  | Tony Maggs              | Cooper - Climax  | 7    | Motore                     | 13       |       |
| NP  | 20 | Frank Dochnal           | Lotus - Climax   |      | Incidente nelle prove      |          |       |
| WD  | 15 | Innes Ireland           | BRP - BRM        |      |                            |          |       |
| WD  | 19 | Thomas Monarch          | Lotus - Climax   |      |                            |          |       |
| WD  | 7  | Walt Hansgen            | Cooper - Climax  |      |                            |          |       |

## Statistiche

### Piloti
- 9ª vittoria per Jim Clark
- 1º Gran Premio per Moisés Solana
- 1° e unico Gran Premio per Frank Dochnal
- Ultimo Gran Premio per Jim Hall

### Costruttori
- 14° vittoria per la Lotus
- Ultimo Gran Premio per la ATS

### Motori
- 28ª vittoria per il motore Climax

### Giri al comando
- Jim Clark (1-65)

## Classifiche

### Piloti
| Pos. | Pilota                  | Punti   |
| ---- | ----------------------- | ------- |
| 1    | Jim Clark               | 54 (64) |
| 2    | Richie Ginther          | 29 (34) |
| 3    | Graham Hill             | 25      |
| 4    | John Surtees            | 22      |
| 5    | Jack Brabham            | 14      |
|      | Bruce McLaren           | 14      |
| 7    | Dan Gurney              | 13      |
| 8    | Tony Maggs              | 9       |
| 9    | Innes Ireland           | 6       |
| 10   | Jo Bonnier              | 5       |
| 11   | Lorenzo Bandini         | 4       |
| 12   | Jim Hall                | 3       |
|      | Gerhard Mitter          | 3       |
| 14   | Carel Godin de Beaufort | 2       |
| 15   | Jo Siffert              | 1       |
|      | Ludovico Scarfiotti     | 1       |
|      | Trevor Taylor           | 1       |

### Costruttori
| Pos. | Team             | Punti   |
| ---- | ---------------- | ------- |
| 1    | Lotus - Climax   | 54 (65) |
| 2    | BRM              | 36 (41) |
| 3    | Brabham - Climax | 24      |
|      | Ferrari          | 24      |
| 5    | Cooper - Climax  | 23      |
| 6    | BRP - BRM        | 6       |
| 7    | Porsche          | 5       |
| 8    | Lotus - BRM      | 4       |